# Feira (Santa Maria da Feira)
Feira, también llamada Vila da Feira, era una freguesia portuguesa, sede del municipio de Santa Maria da Feira, distrito de Aveiro. En 2011 comprendía 8,40 km² y tenía 12511 habitantes.

## Historia
El poblamiento de la actual Feira se remonta a época prerromana, como señala la existencia de vestigios de un templo al dios local Bandevelugo Toireco, que los romanos engrandecieron y que acabó convertido en primitiva fortificación, sobre la que luego se elevaría el castillo que constituye la principal imagen de la población. No obstante, la primera vez que aparece el nombre de Feira es en un documento de la época de la infanta D.ª Teresa (1151-1218).
La freguesia de Feira fue suprimida el 28 de enero de 2013, en aplicación de una resolución de la Asamblea de la República portuguesa promulgada el 16 de enero de 2013 al unirse con las freguesias de Espargo, Sanfins y Travanca, formando la nueva freguesia de Santa Maria da Feira, Travanca, Sanfins e Espargo.

## Patrimonio
- Como se ha anticipado en el apartado anterior, el principal elemento del conjunto histórico-artístico de Feira es su castillo de Santa María, levantado originalmente entre los siglos XI y XII y ampliamente remodelado en el XVI, en el estilo ojival de la época
En su conjunto, el castillo es una obra maestra de la arquitectura militar por su belleza, destacando la torre-alcazaba de planta rectangular, que presenta en la fachada principal dos torreones rematados por chapiteles cónicos, cada uno de ellos encuadrado a su vez por otros de menor tamaño.
En su Viaje a Portugal, José Saramago reseña con cierta ironía el castillo de Feira y no deja de asombrarse del complicado nombre del dios prerromano antes citado:

[El viajero] va ahora a Feira, que es tierra afamada por su castillo, principalmente por la torre del homenaje con sus chapiteles cónicos que, a ojos del viajero, le dan el aire de casa apalaciada, nada guerrera, estancia solo de hidalgos en tiempos de paz. Cierto que allí están las saeteras, pero hasta para eso encuentra explicación, suponiendo que en las horas de mucho ocio se entretendrían los hidalgos en el tiro al blanco para no perder el hábito

- Apegada a la puerta del castillo se encuentra una pequeña pero bella capilla de planta hexagonal, cuya fachada presenta columnas mensuladas y un frontón semicircular interrumpido que cobija un óculo hexagonal.
- En el casco histórico, la Rúa Direita alberga casas solariegas de los siglos XVII y XVIII.
- Dominando el burgo desde un emplazamiento elevado, se encuentra el Convento dos Lóios o del Espíritu Santo, del siglo XVII, manierista, con planta de cruz latina y claustro de dos pisos, que actualmente integra la iglesia parroquial. El convento no pareció impresionar mucho a Saramago:

El viajero baja del castillo de Feira por aquellas umbrosas alamedas [...] y va a echar un vistazo a la iglesia del convento del Espíritu Santo. No sale muy ganancioso. Lo más que tiene para grabarlo en su memoria es su implantación en el terreno, empinada en lo alto de una escalinata, a modo de presidencia.

- Todavía cabe citar en el abundante patrimonio histórico-artístico de Feira la Iglesia de la Misericordia, de siglo XVII, de planta poligonal, situada sobre una amplia escalinata que encuadra una fuente barroca.